# Road Runner (chanson)
Pour la chanson de Jonathan Richman et les Modern Lovers, voir Roadrunner (chanson des Modern Lovers).
Singles de Bo Diddley
Say Man, Back Again
(1959) She's Alright
(1960)
Pistes de Bo Diddley in the Spotlight
Story of Bo Diddley
Road Runner est une chanson de blues à 12 mesures écrite par Ellas McDaniel, dit Bo Diddley, en 1959, initialement sortie en single chez Checker Records en janvier 1960, puis sur le disque 33 tours Bo Diddley in the Spotlight. La chanson atteint la 20e place du classement Hot R&B Sides du magazine Billboard et la 75e place du Hot 100.
Road Runner est particulièrement reprise dans les années 1960 par des groupes anglais tels que les Rolling Stones, les Pretty Things, The Zombies,  les Animals et les Who.

## Contexte et enregistrement
La séance d'enregistrement de Road Runner a lieu fin septembre 1959 aux studios Chess à Chicago. Bo Diddley (chant, guitare) est accompagné de Jerome Green (maracas, chœurs), Clifton James (batterie), du pianiste invité Otis Spann, de Peggy Jones (guitare, chœurs) et de Bobby Baskerville (chœurs).
Les paroles de la chanson font référence au talent de conducteur de Bo Diddley, mais le refrain « bip-bip » fait étrangement penser au personnage de Bip-Bip (appelé « Road Runner » en anglais), dans le dessin animé Bip Bip et Coyote du studio Warner Bros.
En novembre 1987, Bo Diddley enregistre Road Runner en duo avec Ronnie Wood en ouverture d'un concert au Ritz à New York, publié en 1988 sur l'album Live at the Ritz.

## Autres versions
Le groupe de rock canadien The Count Victors sort une reprise de Road Runner en 1963. Le groupe de garage rock américain The Gants sort la chanson en single en 1965, atteignant la 46e place du Billboard Hot 100.
De nombreux artistes de la British Invasion enregistrent Road Runner.
- The Rolling Stones, le 11 mars 1963, lors de l'une de leurs premières sessions d'enregistrement aux studios IBC de Londres[9].
- En juin 1963, Wayne Fontana & the Mindbenders sortent leur version, avec Jimmy Page à la guitare, en face B du single Hello Josephine[10] ; une version alternative est publiée sur leur EP Road Runner en juin 1964.
- En mars 1965, The Pretty Things publient la chanson sur leur premier album homonyme. Cette version paraît en single et atteint la 11e place du classement des singles néerlandais.
- En mars 1965 également, The Zombies sortent une version sur leur premier album Begin Here.
- En mai 1965, les Animals publient la chanson sur leur deuxième album britannique, Animal Tracks.
- En juin 1979, les Who sortent un medley de  Join Together, Road Runner et My Generation Blues pour la bande originale de The Kids Are Alright. Le morceau est enregistré en décembre 1975 lors d'un concert au Silverdome à Pontiac dans le Michigan. Un autre version, intitulée (I'm a) Road Runner, enregistrée live en 1971 au Young Vic Theatre à Londres, figure sur l'édition Deluxe de l'album Who's Next.

Parmi les artistes ayant enregistré Road Runner, on compte également :
- 1965 : The Liverbirds sur l'album Star-Club Show 4.
- août 1969 - Johnny Winter sur The Johnny Winter Story.
- septembre 1977 - Chris Spedding sur l'album Hurt.
- janvier 1991 - UK Subs sur Mad Cow Fever.
- 1991 - Thee Headcoats sur W.O.A.H.! - Bo in the Garage.
- 30 juillet 2002 - Walter Trout sur la compilation Hey Bo Diddley - A Tribute!
- mars 2004, Aerosmith, sur son album de reprises Honkin' on Bobo.

## Utilisation dans les médias
Au cinéma, la chanson interprétée par Bo Diddley apparaît dans les films La Couleur des sentiments en 2011, Le Loup de Wall Street (The Wolf of Wall Street) de Martin Scorsese en 2013, Logan Lucky de Steven Soderbergh en 2017 et The Bikeriders de Jeff Nichols en 2023.
Road Runner est également enregistrée en 1993 par un supergroupe composé de Dave Grohl, Dave Pirner, Thurston Moore, Mike Mills, Greg Dulli et Don Fleming pour la bande originale du film Backbeat : Cinq Garçons dans le vent de Iain Softley, retraçant l'histoire des Beatles.
Aux États-Unis, une version live de la chanson est utilisée à partir de 2012 dans une publicité pour Mazda et sa technologie Skyactiv, où l'on y voit brièvement Bo Diddley chanter.